# Пьетравайрано
Пьетравайрано (итал. Pietravairano) — коммуна в Италии, располагается в регионе Кампания, в провинции Казерта.
Население составляет 3017 человек, плотность населения составляет 91 чел./км². Занимает площадь 33 км². Почтовый индекс — 81050. Телефонный код — 0823.
Покровителем коммуны почитается святой Ираклий (San Eraclio). Праздник ежегодно празднуется 1 сентября.